# Ambrona
Ambrona es una localidad española del municipio de Miño de Medinaceli, perteneciente a la provincia de Soria, en la comunidad autónoma de Castilla y León. Está ubicada en la comarca de Arcos de Jalón y el partido judicial de Almazán.

## Geografía
Ambrona está en el km. 3,4 de la SO-P-4164 que va de Miño de Medinaceli a Torralba del Moral en donde se encuentra con la SO-P-4409 y la SO-134. Por el pueblo discurre el arroyo de la Mentirosa, que termina desembocando en el río Jalón y que riega sus fértiles huertas. La Cañada Real de Merinas cruza el pueblo.
Entre el Alto del Rasero, con una altitud de 1237 m, y la Loma de los Navajos, que forman parte de la Sierra Ministra que encaja el Valle de Ambrona por el suroeste, se levanta el denominado mojón de las tres vertientes, que señala el punto en el que coincide que se vierten aguas a las cuencas tres grandes ríos españoles: el Ebro, a través del arroyo de la Mentirosa y el río Masegar que desembocan en el Jalón, y por tanto en el Ebro; el Tajo, a través del Henares; y el Duero, a través del Bordecorex o Torete, que desemboca en el Escalote que a su vez termina en el Duero.

## Historia
El Diccionario Geográfico-Estadístico de España y Portugal (1826-1829) incluye una entrada que describe Ambrona así:

L.S. (lugar secular) de Esp. (España), prov. de Guadalajara, part. (partido) y obisp. (obispado) de Sigüenza, duc. de Medinaceli; 28 vecinos, 133 habitantes, 1 parroquia, de que es aneja la de Torralba. Sit. en una colina rodeada de cerros bastante elevados. Tiene una vega en que hay algunas lagunas y pantanos que la hacen poco saludable; Produce granos de inferior calidad y pastos en que se cría ganado vacuno y lanar. Conf. (confines) por S. (Sur) con Torralba, por O. (Oeste) con Horna, y por N. (Norte) con Miño del duc. (Miño de Medinaceli). Dista 8 leg. de la cab. de part. (cabeza de partido, 19 de Medinaceli. Riqueza total 23.608 rs.. Contr. (contribución) con Medinaceli.
Diccionario Geográfico-Estadístico de España y Portugal de Sebastián de Miñano - Tomo I (1826-1829)

Hacia mediados del siglo XIX, el lugar tenía contabilizada una población de 160 habitantes. Aparece descrito en el segundo volumen del Diccionario geográfico-estadístico-histórico de España y sus posesiones de Ultramar de Pascual Madoz de la siguiente manera:

AMBRONA: ald. de la prov. y adm. de rent. de Soria (13 leg.), part.jud. de Medinaceli (1), aud. terr. y c. g. de Búrgos (33), dióc. de Sigüenza (3): sit. en un llano al pie de un cerro que le resguarda del viento N., batiéndola mas libremente los de E. S. y O.: su clima es bastante sano; sin embargo se padecen algunas tercianas, efecto sin duda, de la proximidad de una laguna que se halla á poco menos de 1/4 de leg.: se compone de 31 casas habitadas, y 4 inhabitables; unas y otras de miserable apariencia y mala construccion, que forman 3 calles y una plaza; hay casa municipal que sirve para cárcel y escuela de instruccion primaria, comun á ambos sexos, la que está servida por el sacristan que á la par es secretario de ayunt., y percibe por los tres cargos 480 rs. por repartimiento vecinal, y 40 de los fondos municipales: tiene una igl. parr., dedicada á San Ginés, de fáb. ant. y en muy buen estado; en las inmediaciones del pueblo, y como á 300 pasos de él, se halla el cementerio, que en nada ofende por su posicion á la salud pública; y muy próxima al pueblo una fuente bastante abundante, de la que se surten los vec.: sus aguas, aunque gruesas, son sanas. Confina el térm. por el N. con el de Miño, al E. con los de Medinaceli y Fuencaliente, al S. con los de Torralba y Orna, y al O. con los de La Ventosa y Miño: su estension es de 1/4 leg. por todos puntos. El terreno, en su mayor parte, es de buena calidad, y comprende 3,500 fan., de las que se cultivan 1,980, siendo de primera calidad 240, de segunda 800 y de tercera 850: cada año se siembra la mitad de la tierra, quedando en descanso la otra mitad; lo restante no se siembra por su mala calidad y por no carecer de pastos: tiene 7 caminos de herradura que dirigen á los pueblos de Miño, La Ventosa, Orna, Torralba, Conquezuela, Fuencaliente y Medinaceli: la correspondencia se recibe y despacha por Medinaceli: prod.: trigo, cebada, avena, judias, garbanzos y otras legumbres: cria ganado lanar, vacuno, caballar, mular, asnal y de cerda: hay algunas colmenas, y no faltan aves domésticas: carece de toda ind., y el comercio esta reducido á la esportacion de lo sobrante de granos y lana á los mercados de Medinaceli, Sigüenza y Almazan. Pobl.: 38 vec., 160 alm.: cap prod.: 35,566 rs. 8 mrs.: imp.: 16,793 con 18: contr.: por todos conceptos paga 3,538: el presupuesto municipal asciende á 200 rs., y se cubre con 90 rs. que pagan los ganaderos por las yerbas, 20 que prod. la taberna, y el resto por repartimiento vecinal.
(Madoz, 1845, p. 242)

Fue municipio independiente hasta que en los años 1960 pasó a ser integrado como pedanía del municipio de Miño de Medinaceli.

## Geografía humana

### Demografía
| Gráfica de evolución demográfica de Ambrona entre 1842 y 1960 |
| |
| Población de derecho según los censos de población del INE Población de hecho según los censos de población del INEEntre el censo de 1970 y el anterior, este municipio desaparece porque se integra en el municipio 42115 (Miño de Medina) |

En 1909 la población del entonces municipio de Ambrona ascendía a 197 habitantes.
En el año 2000 Ambrona contaba con 23 habitantes, y su población ha ido disminuyendo hasta 12 personas en 2017, 8 varones y 4 mujeres.
| Gráfica de evolución demográfica de Ambrona entre 2000 y 2017                                    |
|                                                                                                  |
| Población de derecho (2000-2017) según los censos de población del INE a 1 de enero de cada año. |

## Lugares de interés

### Yacimiento paleontológico

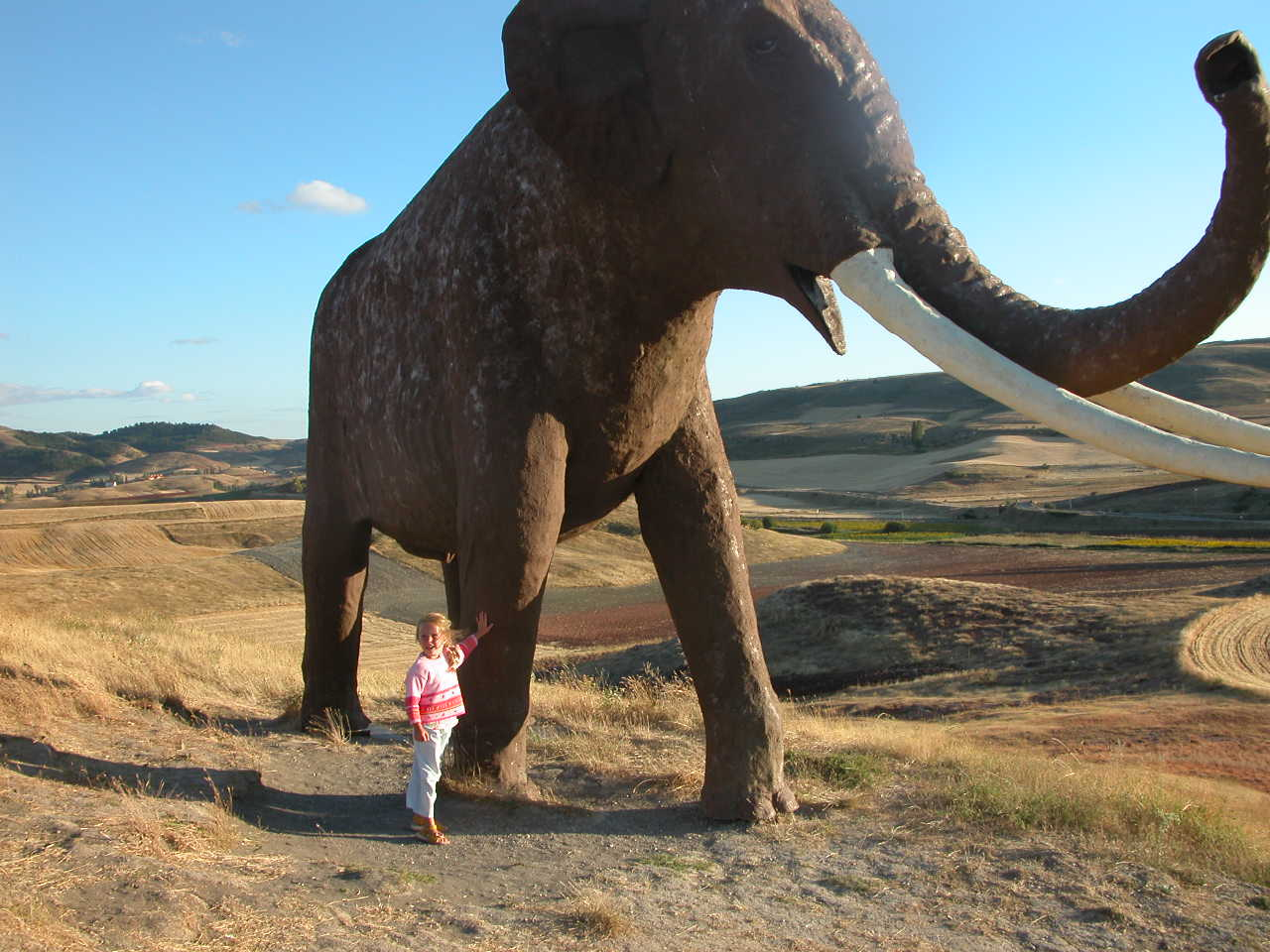
Maqueta de Elephas antiquus en el Museo Paleontológico de Ambrona

A finales del siglo XIX se descubrieron, como resultado de obras que se realizaban para la construcción de la estación de ferrocarril en la vecina localidad de Torralba, uno notables restos paleontológicos. Las excavaciones que se realizaron a principios del siglo XX fueron dirigidas y financiadas por el marqués de Cerralbo dando lugar a los denominados Yacimientos de Torralba y Ambrona, considerados de los más importantes de la península ibérica, siendo declarados Bien de Interés Cultural en la categoría de «zona arqueológica» el 7 de septiembre de 1995. Asimismo están declarados como «Lugar de interés geológico español de relevancia internacional» (Geosite) por el Instituto Geológico y Minero de España, con las denominaciones «VP-07: Loma del Saúco, Torralba» y «VP-07b: Loma de los Huesos, Ambrona», dentro de la categoría «yacimientos de vertebrados del Plioceno-Pleistoceno español».2
Saliendo de Ambrona en dirección a Torralba, a unos centenares de metros en dirección a Torralba por la SO-P-4164 se encuentra un camino a la izquierda que sube al museo in-situ que, dependiendo del Museo Numantino de Soria, muestra una colección de restos paleontológicos muy interesante, tal y como se encontraron durante las excavaciones, entre los que destacan interesantes restos fósiles de mamíferos, como los de Elephas antiquus del que se muestra también una curiosa recreación de su aspecto original a tamaño natural en fibra de vidrio, visible desde la carretera.

### Tumbas monumentales del Valle de Ambrona

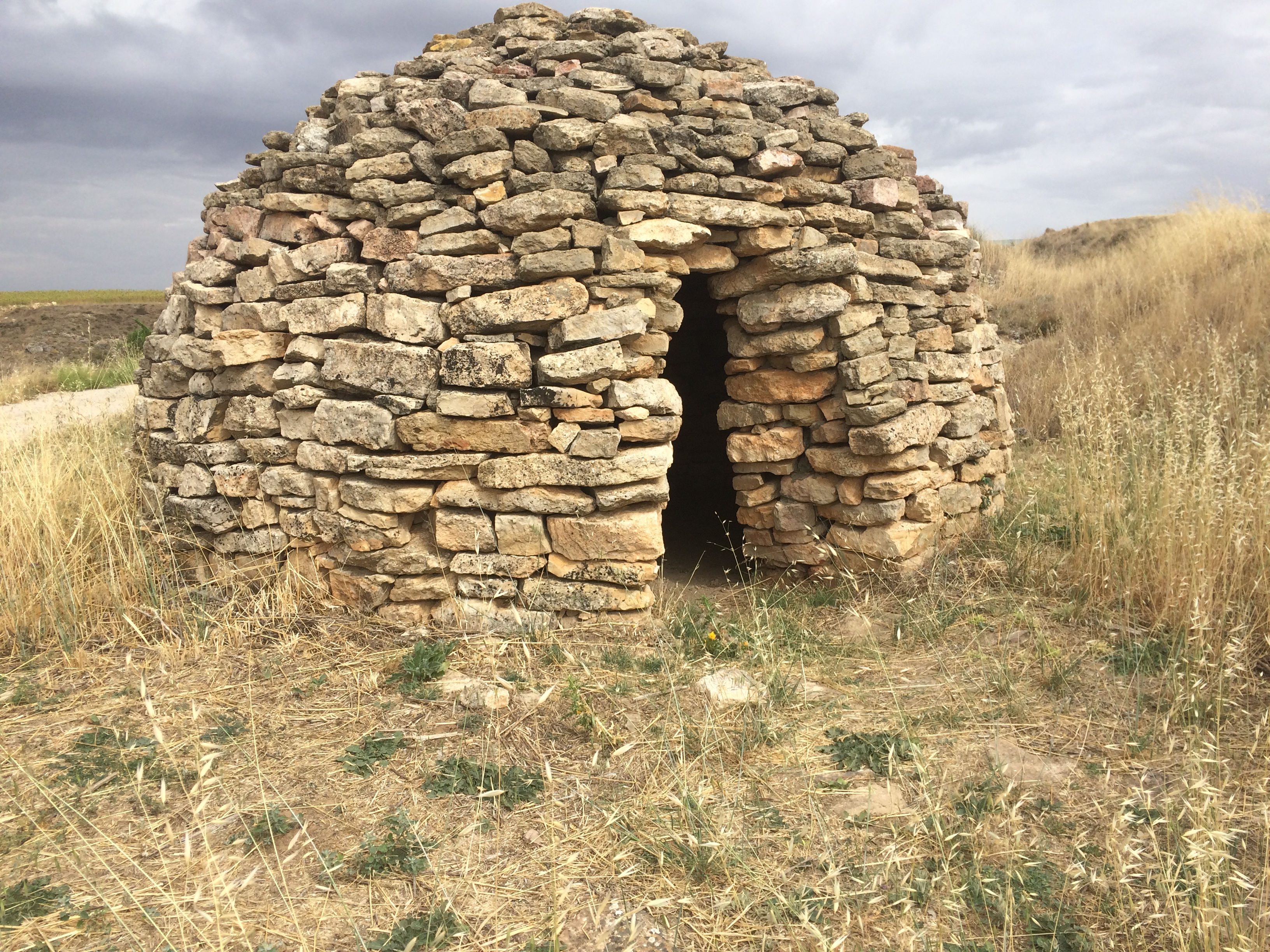
Reconstrucción de "tumba calero"

Recientemente, como resultado del trabajo de investigación de arqueólogos del Departamento de Prehistoria de la Facultad de Filosofía y Letras de la Universidad de Valladolid realizado entre 1993 y 2004, se encontraron restos de asentamientos neolíticos en las proximidades de Ambrona y Miño, habiéndose excavado sepulcros en los denominados Túmulo de la Sima, Peña de la Abuela y La Tarayuela, localizándose evidencias de enterramientos colectivos en forma de tumbas calero y encontrándose fragmentos muy interesantes de cerámica canpaniforme que incluso conservan en su interior restos de una primitiva cerveza y se han excavado tumbas en la zona denominada Las Cuevas-El Morrón con restos de lo que parece ser un cuerpo ejecutado, entre otros enterramientos que pueden datarse entre el Neolítico y principios de la Edad de los Metales, unos 5.000 años a.c.
Desde agosto de 2009, puede visitarse en el vecino Miño de Medinaceli, sede del municipio, el museo del Valle de Ambrona, ubicado en las antiguas escuelas.
En este museo se describen mediante maquetas, audiovisuales y paneles informativos, el modo de vida, los rituales y las técnicas de enterramiento llevados a cabo por las consideradas entre las primeras poblaciones que introdujeron la agricultura y la ganadería en el interior de la península; todo ello es resultado de las excavaciones realizadas en los yacimientos arqueológicos del valle de Ambrona (Peña de la Abuela, Túmulo de la Sima y Tarayuela de Ambrona, entre otros) durante los últimos quince años dirigidas por el profesor Rojo. Entre los audiovisuales se puede ver el documental rodado en 2003 con motivo del descubrimiento de la considerada cerveza más antigua de Europa, para el cual se construyó y ambientó una reconstrucción de un poblado antiguo del valle con silos de almacenamiento de cereales.
En una pequeña elevación a la izquierda según se entra en Ambrona, viniendo desde Miño, puede verse una reconstrucción de cómo fue el túmulo funerario cuyos restos calcinados fueron localizados en el yacimiento denominado de La Peña de la Abuela, en el que aparecieron restos datados alrededor de 4400 a. C.. El yacimiento, que se encontró en una finca agrícola localizado a la derecha saliendo del pueblo por la carretera en dirección a Torralba, se encuentra tapado en la actualidad, para su protección una vez estudiado.
En el término también se han encontrado restos de poblados humanos en La Lámpara (5200 a. C.) y en el paraje de Revilla del Campo (4.000 a. C.).
Estos yacimientos fueron declarados Bien de Interés Cultural en la categoría de zona arqueológica el 7 de septiembre de 1995.